# Simulium mellah
Simulium mellah är en tvåvingeart som beskrevs av Giudicelli, Bouzidi och Ait Abdelaali 2000. Simulium mellah ingår i släktet Simulium och familjen knott.
Artens utbredningsområde är Marocko. Inga underarter finns listade i Catalogue of Life.